# Euphlyctis mudigere
Espèce
Euphlyctis mudigere est une espèce d'amphibiens de la famille des Dicroglossidae.

## Répartition
Cette espèce est endémique du Karnataka en Inde. Elle se rencontre dans le district de Chikmagalur.

## Description
Les mâles mesurent de 29,1 à 34,8 mm.

## Étymologie
Son nom d'espèce lui a été donné en référence au lieu de sa découverte, la ville de Mudigere.

## Publication originale
- Joshy, Alam, Kurabayashi, Sumida & Kuramoto, 2009 : Two new species of the genus Euphlyctis (Anura, Ranidae) from southwestern India, revealed by molecular and morphological comparisons. Alytes, Paris, vol. 26, no 1/4, p. 97-116 (texte intégral).